# John Schneider
John Richard Schneider (8. duben 1960, Mount Kisco, New York, USA) je americký herec, režisér a country zpěvák.

## Životopis
Jeho nejznámějšími role jsou Bo Duke v seriálu The Dukes of Hazzard, Ram Peters v seriálu Plastická chirurgie s. r. o. a Jonathan Kent ve Smallville, zde několik epizod i režíroval. Objevil se v mnoha filmech i seriálech jako třeba Doktorka Quinnová, Diagnóza: Vražda, Dotek anděla, JAG, Walker, Texas Ranger.
V osmdesátých letech využil své popularity ze seriálu The Dukes of Hazzard a stal se oblíbeným zpěvákem country.
Byl dvakrát ženatý, nejdřív s Miss America Tawny Elaine Godin, v současné době již od roku 1993 s Elly Castle, se kterou má tři děti.

## Filmografie
| Rok        | Název                                           | Role                               | Poznámky                                      |
| ---------- | ----------------------------------------------- | ---------------------------------- | --------------------------------------------- |
| 1977       | Polda a bandita                                 | kovboj                             | nebyl uveden v titulcích                      |
| 1979-1985  | The Dukes of Hazzard                            | Bo Duke                            | 127 dílů                                      |
| 1981       | Dream House                                     | Charlie Cross                      | TV film                                       |
| 1983       | The Raccoons and the Lost Star                  | Dan (hlas)                         | TV film                                       |
| 1983       | Happy Endings                                   | Nick Callohan                      | TV film                                       |
| 1983       | Útěk Eddieho Macona                             | Eddie Macon                        |                                               |
| 1983       | The Dukes                                       | Bo Duke                            | 7 dílů (2. řada)                              |
| 1985       | Gus Brown and Midnight Brewster                 | Gus Brown                          | TV film                                       |
| 1985       | Cocaine Wars                                    | agent Cliff Adams                  |                                               |
| 1986       | Dostavník                                       | Buck                               | TV film                                       |
| 1987       | Kletba                                          | Carl Willis                        |                                               |
| 1987       | Vánoce, Vánoce přicházejí                       | Ray                                | TV film                                       |
| 1988       | Outback Bound                                   | Jim Tully                          | TV film                                       |
| 1989       | Wild Jack                                       | Jack McCall                        | mini-seriál                                   |
| 1989       | Závodní horečka                                 | Donato                             |                                               |
| 1989       | Paradise                                        |                                    | díl: „A Gathering Guns“                       |
| 1989       | Ministry of Vengeance                           | David Miller                       |                                               |
| 1990       | Velké tažení                                    | Dennis 'Hardball' Bakelenekoff     | 8 dílů                                        |
| 1992       | Highway Heartbreaker                            | Mickey                             | TV fiilm                                      |
| 1992       | Delta                                           | Jimmy Word                         | díl: „The Bad Word“                           |
| 1993       | Come the Morning                                |                                    |                                               |
| 1993       | Sisters                                         | McGrady                            | díl: „Moving Pictures“                        |
| 1993       | Desperate Journey: The Allison Wilcox Story     | Eddie                              | TV film                                       |
| 1993-1998  | Doktorka Quinnová                               | Daniel Simon                       | 16 dílů                                       |
| 1994       | Second Chances                                  | Richard McGill                     | 3 díly                                        |
| 1994       | Burke's Law                                     | Brett Scanlon                      | díl: „Who Killed the Soap Star“               |
| 1994       | Bandit a bandita                                | šerif Enright                      | TV film                                       |
| 1994       | Christy                                         | Theodore Harland                   | díl: „Amazing Grace“                          |
| 1994       | Útěk do ráje                                    | profesor Collins                   |                                               |
| 1994       | Texas                                           | Davy Crockett                      | TV film                                       |
| 1994       | Heaven Help Us                                  | Doug Monroe                        | 13 dílů                                       |
| 1995       | The Little CHP                                  | Jack Sr.                           |                                               |
| 1995-2001  | Dotek anděla                                    | Joshua Winslow                     | 3 díly                                        |
| 1996       | Legenda o Ruby Silver                           | Tommy Towne                        |                                               |
| 1996       | Noc tornád                                      | Jack Hatch                         | TV film                                       |
| 1996       | Kung Fu: Legenda pokračuje                      | Latrodect                          | díl: „Černá vdova“                            |
| 1996-2000  | Diagnóza vražda                                 | Brett Hayward                      | 4 díly                                        |
| 1997       | The Dukes of Hazzard: Reunion!                  | Bo Duke                            | TV film                                       |
| 1997       | Pravé ženy                                      | Sam Houston                        |                                               |
| 1998       | JAG                                             | Clyde Morrison                     | díl: „Mr. Rabb Goes to Washington“            |
| 1999       | Walker, Texas Ranger                            | Jacob Crossland                    | díl: „Jacobův žebřík“                         |
| 1999       | Michael Landon, the Father I Knew               | Michael Landon                     | TV film                                       |
| 1999       | Sam Churchill: Search for a Homeless Man        | Sam Churchill                      | TV film                                       |
| 1999-2000  | Veroničiny svůdnosti                            | Tom                                | 3 díly                                        |
| 2000       | Sněhová kalamita                                | Chad Symmonz                       |                                               |
| 2000       | The Dukes of Hazzard: Hazzard in Hollywood      | Bo Duke                            | TV film                                       |
| 2000-2001  | Lovci pokladů                                   | Dallas Carter                      | díl: „Císařova nevěsta“                       |
| 2001       | Twice in a Lifetime                             | kapitán Luke Sellers               | díl: „Final Fight“                            |
| 2001       | Oheň z nebe                                     | Tom Dobbs                          | TV film                                       |
| 2001-2003  | The Mummy: Secrets of the Medjai                | Rick O'Connell (hlas)              | hlavní role, 25 dílů                          |
| 2001-2011  | Smallville                                      | Jonathan Kent                      | hlavní role (1.–5. řada), 103 dílů            |
| 2002       | Vánoční překvapení                              | Joel Wallace                       | TV film                                       |
| 2003       | The Nick at Nite Holiday Special                | pan Schneider, instruktor lyžování |                                               |
| 2004       | 10,5 stupně                                     | Clark Williams                     | mini-seriál                                   |
| 2005       | Living with Fran                                | Tom Martin                         | díl: „Riley's Parents“                        |
| 2005       | Felicity - příběh z války za nezávislost        | Edward Merriman                    |                                               |
| 2006       | Tatík Hill a spol.                              | The Ace (hlas)                     | díl: „You Gotta Believe (In Moderation“       |
| 2006       | Model Family                                    | John                               | krátkometrážní film                           |
| 2006       | Shorty McShorts' Shorts                         | Hunky D                            | krátká animace na kanálu Disney Channel       |
| 2006       | Hidden Secrets                                  | Gary Zimmerman                     |                                               |
| 2007       | Jezero 2                                        | šerif James Riley                  | TV film                                       |
| 2007       | John Schneider's Collier & Co. – Hot Pursuit    | J.R. Collier                       |                                               |
| 2007       | První vítězství                                 | Jim Kliekan                        | TV film                                       |
| 2007       | Královna ročníku                                | Paul White                         |                                               |
| 2007       | Cestovatel                                      | Dennis Armstrong                   | díl: „Winterland“                             |
| 2007-2009  | Plastická chirurgie s. r. o.                    | Ram Peters                         | 5 dílů                                        |
| 2008       | Beautiful Loser                                 | Andre                              |                                               |
| 2008       | Come Dance at My Wedding                        | Tanner Gray                        | TV film                                       |
| 2008       | Davie & Golimyr                                 | Golimyr                            |                                               |
| 2008       | Obr lidožrout                                   | Bartlett Henry                     | TV film                                       |
| 2008       | Invaze žraloků                                  | Daniel Wilder                      | TV film                                       |
| 2008       | Kriminálka Miami                                | Charles Brighton                   | díl: „Vražda v tunelu“                        |
| 2008       | Zaklínač                                        | Frank Higgins                      |                                               |
| 2008-2009  | The Secret Life of the American Teenager        | Marshall Bowman                    | hlavní role (1. řada), 18 dílů                |
| 2009       | Set Apart                                       | pastor John Gunn                   |                                               |
| 2009       | The Gods of Circumstance                        | Mick Jeremiah                      |                                               |
| 2009       | Sexy 40                                         | Trevor                             |                                               |
| 2009       | Kriminálka Las Vegas                            | Mickey Ross                        | díl: „Zab mě, když to dokážeš“                |
| 2009       | Sexi špinavé prachy                             | Skip Whatley                       | 3 díly                                        |
| 2009       | Na hraně                                        | Crash                              |                                               |
| 2009       | Come Dance at My Wedding                        | Tanner Gray                        |                                               |
| 2009       | Larry, kroť se                                  | Dennis                             | díl: „Officer Krupke“                         |
| 2009-2010  | 90210: Nová generace                            | Jeffrey Sarkossian                 | vedlejší role, 5 dílů                         |
| 2010       | Twentysixmiles                                  | Jack Kincaid                       | 6 dílů                                        |
| 2010       | 10,000 Days                                     | William Beck                       | 12 epizod                                     |
| 2010       | Stunted                                         |                                    |                                               |
| 2010       | Back Nine                                       | Ronnie Barnes                      |                                               |
| 2010       | Phineas a Ferb                                  | Wilkinsův bratr (hlas)             | díl: „Just Passing Through/Candace's Big Day“ |
| 2010       | What Would Jesus Do?                            | řidič                              |                                               |
| 2010       | Holyman Undercover                              | Satan                              |                                               |
| 2010       | Nebezpečné hry 4                                | detektiv Frank Walker              |                                               |
| 2010       | Dokonalý podraz                                 | Mitchell Kirkwood                  | díl: „The Studio Job“                         |
| 2010       | Dating in the Middle Ages: The Movie            | Jake Hagerty                       | v postprodukci                                |
| 2010       | LEGO HERO Factory: Rise of the Rookies          | Preston Stormer                    | 1 epizoda; dabing                             |
| 2010       | Zoufalé manželky                                | Richard Watson                     | 4 díly                                        |
| 2010-2011  | Nouzové přistání                                | Hank                               | 2 díly                                        |
| 2010-2013  | Hero Factory                                    | Preston Stormer (hlas)             | 8 dílů                                        |
| 2011       | Snow Beast                                      | Jim Harwood                        |                                               |
| 2011       | Superžralok                                     | Wade                               |                                               |
| 2011       | Flag of My Father                               | Daniel                             |                                               |
| 2011       | Dating in the Middle Ages                       | Jake Hagarty                       |                                               |
| 2011       | Your Love Never Fails                           | pastor Frank                       |                                               |
| 2011       | Working Class                                   | Glen                               | díl: „Sugar Mama“                             |
| 2011       | October Baby                                    | Jacob Lawson                       |                                               |
| 2011       | Lego Hero Factory: Divoká planeta               | Preston Stormer                    | dabing                                        |
| 2011       | Glee                                            | Dwight Evans                       | díl: „Drž si svých 16“                        |
| 2012       | Návrat vraždících bestií                        | Johnny Reno                        |                                               |
| 2012       | Lukewarm                                        | Bill Rogers                        |                                               |
| 2012       | Whiskey Business                                | šerif Gilley                       | TV film                                       |
| 2012       | Manžel k pohledání                              | Adam                               | díl: „Dobrodruh“                              |
| 2012       | Hardflip                                        | Jack Sanders                       |                                               |
| 2012       | Já jsem Gabriel                                 | doktor                             |                                               |
| 2013–dosud | The Haves and the Have Nots                     | Jim Cryer                          | hlavní role                                   |
| 2013       | Mistresses                                      | Thomas Grey                        | 3 díly                                        |
| 2013       | Not Today                                       | Luke                               |                                               |
| 2013       | Doonby                                          | Sam Doonby                         |                                               |
| 2013       | Season of Miracles                              | trenér Wayne Hornbuckle            |                                               |
| 2014       | Let the Lion Roar                               | Hilary Bishop of Poitiers          | dokument                                      |
| 2014       | Road to the Open                                | Rob Gollant                        |                                               |
| 2014       | Nesepsaná romance                               | Frank Donovan                      | TV film                                       |
| 2014       | 10 000 dnů                                      | William Beck                       |                                               |
| 2013–2017  | The Haves and the Have Nots                     | Jim Cryer                          | hlavní role, 89 dílů                          |
| 2015       | Adrenaline                                      | Paul Sharpe                        |                                               |
| 2015       | A Gift Horse                                    | pan Canton                         |                                               |
| 2015       | WWJD What Would Jesus Do? The Journey Continues | řidič                              |                                               |
| 2015       | Runaway Hearts                                  | Tate                               |                                               |
| 2016       | Sandra Brown's White Hot                        | Huff Hoyle                         | TV film                                       |
| 2016       | Like Son                                        | Will Weston                        |                                               |
| 2016       | Exit 14                                         | otec                               |                                               |
| 2016       | Inadmissible                                    | Bryce Danos                        |                                               |
| 2016       | Smothered                                       | hráč                               | také režisér a scenárista                     |
| 2016       | Anderson Bench                                  | dispečer                           |                                               |
| 2016       | Otče, zemři                                     | detektiv Johnson                   |                                               |
| 2017       | A Gift Of The Heart                             |                                    |                                               |
| 2017       | 4: Go                                           | Game Warden                        | také režisér a scenárista                     |
| 2017       | American Justice                                | šerif Payden                       |                                               |
| 2017       | You're Gonna Miss Me                            | Colt Montana                       |                                               |
| 2018       | Alien Intrusion                                 | Vypravěč                           |                                               |
| 2018       | Dancing with Stars                              | Sám sebe / soutěžící               |                                               |
| 2018       | Poinsettias For Christmas                       | Greg Palmer                        | TV film                                       |
| 2019       | The Dragon Unleashed                            |                                    |                                               |
| 2019       | Roe v. Wade                                     | Byron White                        |                                               |